# Schedar
Schedar eller Alfa Cassiopeiae (α Cassiopaiae, förkortat Alfa Cas, α Cas), som är stjärnans Bayer-beteckning  är en ensam stjärna belägen i den mellersta delen av stjärnbilden Cassiopeja. Den har en skenbar magnitud på 2,24, är synlig för blotta ögat och nyligen gjorda beräkningar från NASA:s teleskop WISE bekräftar att Alfa Cassiopeiae är den ljusaste stjärnan i stjärnbilden. Baserat på parallaxmätning inom Hipparcosuppdraget på ca 14,3 mas, beräknas den befinna sig på ett avstånd på ca 228 ljusår (ca 70 parsek) från solen.
Schedar är Skånes landskapsstjärna.

## Nomenklatur
Alfa Cassiopeiae har det traditionella namnet Schedar som kommer från det arabiska ordet صدر şadr, vilket betyder "bröst", ett ord som härrör från sin relativa position i hjärtat av den mytologiska drottningen Cassiopeia. Johannes Hevelius använde namnet Schedir i sina skrifter, även om det fanns ytterligare traditionella stavningar av denna arabiska transliteration som Shadar, Sheder, Seder, Shedis och Shedi. Al-Sufi och Ulug Beg gav stjärnan namnet Al Dhāt al Kursiyy (arabiska för "damen i stolen"), som Giovanni Battista Riccioli bytte till Dath Elkarti.
År 2016 anordnade International Astronomical Union en arbetsgrupp för stjärnnamn (WGSN) med uppgift att katalogisera och standardisera riktiga namn för enskilda stjärnor. WGSN fastställde namnet Schedar för Alfa Cassiopeiae i augusti 2016 och det ingår nu i IAU:s Catalog of Star Names. 

## Egenskaper
Primärstjärnan Alfa Cassiopeiae är en orange till röd jättestjärna av spektralklass K0 IIIa. Den är kallare än solen, men eftersom den närmar sig de sista stadierna av sin utveckling har fotosfären expanderat väsentligt, vilket ger en bolometrisk ljusstyrka som är ungefär 676 gånger starkare än solens. Stjärnan har en beräknad massa som är 4 - 5 gånger större än solens massa, en radie som är ca 42 gånger större än solens och har en effektiv temperatur av ca 4 500 K. 
Liksom alla jättestjärnor roterar Schedar långsamt med en approximativ rotationshastighet av 21 km/s, en hastighet som tar stjärnan ca 102 dygn för att fullgöra ett varv kring sin axel. Schedar har ibland klassificerats som en variabel stjärna , men ingen variation har upptäckts sedan 1800-talet.